# Waldtinamu
Der Waldtinamu (Crypturellus erythropus saltuarius), auch Magdalenatinamu, Magdalenentinamu oder Magdalenen-Steißhuhn, ist eine seltene oder ausgestorbene Art oder Unterart der Steißhühner in Südamerika. Sie kommt oder kam endemisch im Valle del Río Magdalena (der vom Río Magdalena durchflossenen Tiefebene) in Kolumbien vor. Seit der Beschreibung des Typusexemplars 1943 gab es keine bestätigte Sichtung der Art mehr. Nur einzelne Sichtungen aus den 1970ern, 1980ern und von 2008 lassen es möglich erscheinen, dass die Art noch lebt, auch wenn nur noch wenige Waldflächen im Verbreitungsgebiet naturbelassen sind. Ein Exemplar wurde offenbar bis Anfang der 1990er in Gefangenschaft gehalten.
Die Art wird teilweise als eigene Art und teilweise als Unterart des Rotfußtinamus angesehen. Das South American Classification Committee (SACC) wies den Vorschlag zurück, die Art anzuerkennen, da die Datengrundlage bisher zu dünn für eine Untersuchung ist. BirdLife International folgt dieser Einschätzung; auf Grund dessen wurde der Waldtinamu 2008 aus der Roten Liste gefährdeter Arten gestrichen.

## Merkmale
Der Waldtinamu ist dem Rotfußtinamu sehr ähnlich. Er erreicht Längen von 27 bis 32 cm. Das Gefieder ist dunkelbraun, wobei die Oberseite dunkelrötlich ist mit schwarzer Sperrung auf dem Steiß und die Flügel gelbbraun sind. Die Unterseite ist etwas dunkler und die Kehle ist weiß mit einer gräulichen Färbung auslaufend.

## Exemplare und Lebensraum
Das Typusexemplar wurde 1943 von Melbourne Armstrong Carriker in Ayacucho im Departamento del Cesar und das zweite bekannte Exemplar (welches verschollen ist) wurde 1786 bei Mariquita im Departamento del Tolima gesammelt. Beide Orte liegen im Valle del Río Magdalena. Man geht davon aus, dass die Art die mehr oder weniger trockenen Wälder und Savannen der Fundorte bewohnt hat. Es gibt noch einige wenige Wälder in den Ausläufern der westlichen Cordillera Oriental und am Osthang der Serranía de San Lucas. Die Exemplare wurden in 150 m beziehungsweise 500 m Höhe über dem Meeresspiegel gefangen.

## Status und Schutz
Die Art ist bedroht durch Jagd und Entwaldung. Das Habitat im Flusstal des Río Magdalena wurde seit Mitte des 18. Jahrhunderts stark verändert und als Weideland und landwirtschaftliche Fläche urbar gemacht, und in den 1960ern und 1970ern wurde der größte Teil der verbliebenen Regenwälder durch ein staatliches Kolonisations- und Infrastruktur-Entwicklungsprogramm vollends zerstört. Die Alluvialböden des Tales werden heute für intensiven Reis- und Baumwollanbau genutzt und die höheren Lagen als Weideland. Dadurch ist nur noch ungefähr 1–2 % der alten Sekundär- und Primärwälder übrig. Es gibt jedoch Hoffnung, dass die Vögel vielleicht doch überlebt haben, da die Art ohnehin sehr versteckt lebt.  Das Fehlen von Indizien außer Federn war das Hauptargument für die SACC 2006 dem Vogel den Artstatus nicht anzuerkennen.
Bisher gibt es keine Schutzmaßnahmen, allerdings wurden Suchexpeditionen nach San Calixto, Convención und in die Ausläufer der Cordillera Oriental oberhalb von Pailitas, in die östlichen Ausläufer der Serranía de San Lucas, und nach Pailitas und La Jagua de Ibirico angeregt.